# Ancylopus pictus papuanus
Ancylopus pictus papuanus es una subespecie de coleóptero de la familia Endomychidae.

## Distribución geográfica
Habita en Nueva Guinea y Molucas.